# Cotacachi (Vulkan)

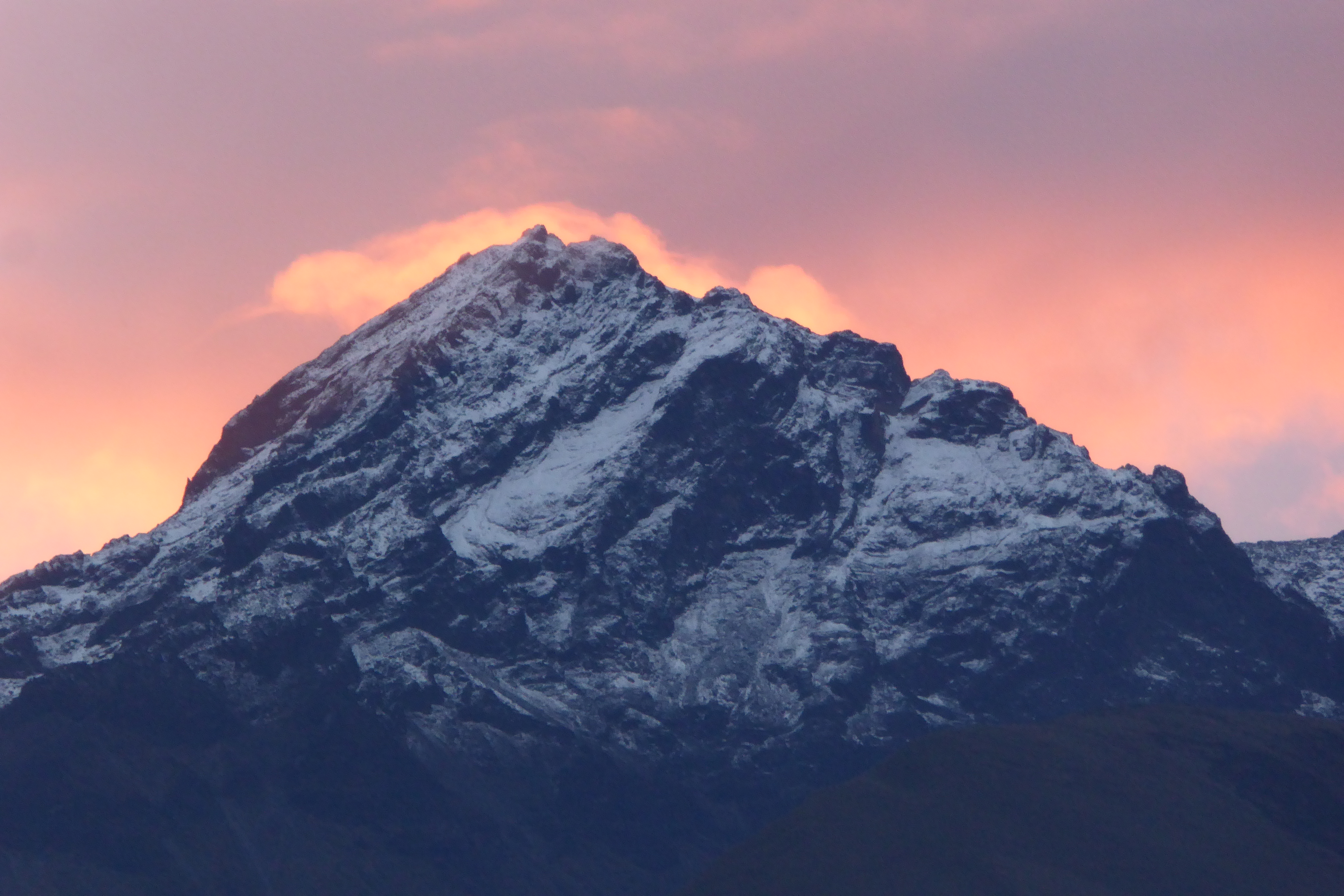
Sonnenuntergang am Cotacachi

Der Vulkan Cotacachi ist Teil der Cordillera Occidental und liegt in der Provinz Imbabura in Ecuador, nordwestlich der Vulkane Imbabura und Cayambe. Es handelt sich um einen längst erloschenen und stark erodierten Schichtvulkan mit einer Höhe von 4944 m. Der Vulkan gehört zum Naturschutzgebiet Cotacachi Cayapas. Am Fuße des Berges liegt der Vulkansee Cuicocha. Die Erstbesteigung erfolgte durch Edward Whymper und die Brüder Jean-Antoine und Louis Carrel. 
Aufgrund der globalen Erwärmung und der damit einhergehenden Gletscherschmelze hat der Cotacachi im Verlauf der letzten 50 Jahre als einer der ersten Berge in den Anden seinen Gletscher komplett verloren.
In einem der Volksmärchen der Quechua war Mama Cotacachi ein schönes Mädchen mit großem Landbesitz. Vater Imbabura, erschöpft von der Jagd nach den Frauen Cayambe und Tungurahua, entschloss sich mit Cotacachi zusammenzuleben. Aus dieser Verbindung ging ein kleinerer Vulkan hervor, der Yana Urcu. Als der Imbabura krank wurde, verhüllte er seinen Kopf mit einem weißen Tuch, weshalb er nur im Winter Schnee trägt, während es bei Cotacachi ganzjährig der Fall ist. Eine andere Überlieferung besagt, dass Cotacachi morgens früh verschneit ist, wenn sie in der Nacht Besuch von ihrem Liebhaber Imbabura hatte. Im Kontext dieses Volksglaubens sieht vor allem die ältere lokale Bevölkerung im Verlust des Gletschers eine Bestrafung von Mama Cotacachi, während die jüngere darin eine Folge der Klimaerwärmung erkennt. Insgesamt wurde dieses Ereignis von der Bevölkerung mit Bestürzung aufgenommen, zumal es sich auf die Wasserversorgung im Umkreis auswirkt. Vor allem die älteren Quechua versuchten mit religiösen Zeremonien Mama Cotacachi zu besänftigen.